# Youssef Fertout
Youssef Fertout (Casablanca, Marruecos, 7 de julio de 1970) es un exfutbolista y entrenador de fútbol de Marruecos que jugaba en la posición de delantero.

## Carrera

### Club
| Periodo   | Club             | Apariciones | Goles |
| --------- | ---------------- | ----------- | ----- |
| 1989–1995 | Wydad Casablanca | 92          | 54    |
| 1995–1998 | CF Os Belenenses | 71          | 12    |
| 1998–2001 | AZ Alkmaar       | 48          | 11    |

### Selección nacional
Debutó con Marruecos el 11 de octubre de 1992 en la victoria por 5-0 ante Etiopía en Casablanca por la clasificación de CAF para la Copa Mundial de Fútbol de 1994, donde anotó su primer gol internacional. Su retiro internacional fue el 22 de febrero de 1998 en la derrota por 1-2 ante Sudáfrica en Uagadugú en la Copa Africana de Naciones 1998. Jugó 39 partidos internacionales y anotó 12 goles.
Participó en la Copa Africana de Naciones 1998 y a pesar de jugar en las clasificaciones para los mundiales de 1994 y 1998 ni fue convocado para jugarlos.

### Entrenador
| Periodo   | Club                |
| --------- | ------------------- |
| 2012      | Raja de Béni Mellal |
| 2012      | Ittihad Tanger      |
| 2012-2013 | TAS Casablanca      |
| 2013-2014 | Olympique de Safi   |
| 2014-2015 | Olympique de Safi   |
| 2015-2016 | Renaissance Zemamra |
| 2017      | CR Al Hoceima       |
| 2017-2018 | MA Tétouan          |
| 2018-2019 | Al Ahly Benghazi    |
| 2019      | Renaissance Zemamra |
| 2020      | RC Oued Zem         |

## Logros
- CAF Champions League (1): 1992
- Botola (3): 1990, 1991, 1993
- Copa del Trono (2): 1989, 1994
- Copa Afro-Asiática (1): 1993
- Liga de Campeones Árabe (1): 1989
- Supercopa Árabe (1): 1992